# ۲۸۴ (عدد)
۲۸۴ (دویست و هشتاد و چهار) یک عدد طبیعی است که پس از ۲۸۳ و پیش از ۲۸۵ قرار دارد.